# لتوف اش-۲۰
لتوف اش-۲۰ (به انگلیسی: Letov_Š-20) یک هواگرد ملخ‌پیشین تک‌موتوره از نوع جنگنده ساخت شرکت لتوف کبلی است. هواگرد لتوف اش-۲۰ نخستین پروازش را در ۱۹۲۵ میلادی انجام داد. در مجموع، تعداد ۱۱۸ فروند از این هواگرد ساخته شده‌است.